# Židovský hřbitov v Rabštejně nad Střelou
Židovský hřbitov v Rabštejně nad Střelou byl založen nejspíše roku 1654. Je situován v Rabštejně nad Střelou ve svahu na cestě vedoucí od pošty směrem k řece Střele. Kolem hřbitova vede i několik různobarevně značených turistických stezek. Je chráněn jako kulturní památka České republiky.
Skládá se ze dvou částí, novější a starší, jež byla kvůli nedostatku místa pro další hroby zvýšena, což se vymyká zvyklostem. Dochovala se ohradní zeď, areál je opraven a stojí u něj informační tabule naučné stezky nejmenším historickým městem ČR se 14 zastaveními, zbudované roku 1979.